# Chevillon-sur-Huillard
Chevillon-sur-Huillard is een gemeente in het Franse departement Loiret (regio Centre-Val de Loire). De plaats maakt deel uit van het arrondissement Montargis. Chevillon-sur-Huillard telde op 1 januari 2022 1.504 inwoners.

## Geografie
De oppervlakte van Chevillon-sur-Huillard bedroeg op 1 januari 2022 19,34 vierkante kilometer; de bevolkingsdichtheid was toen 77,8 inwoners per km².

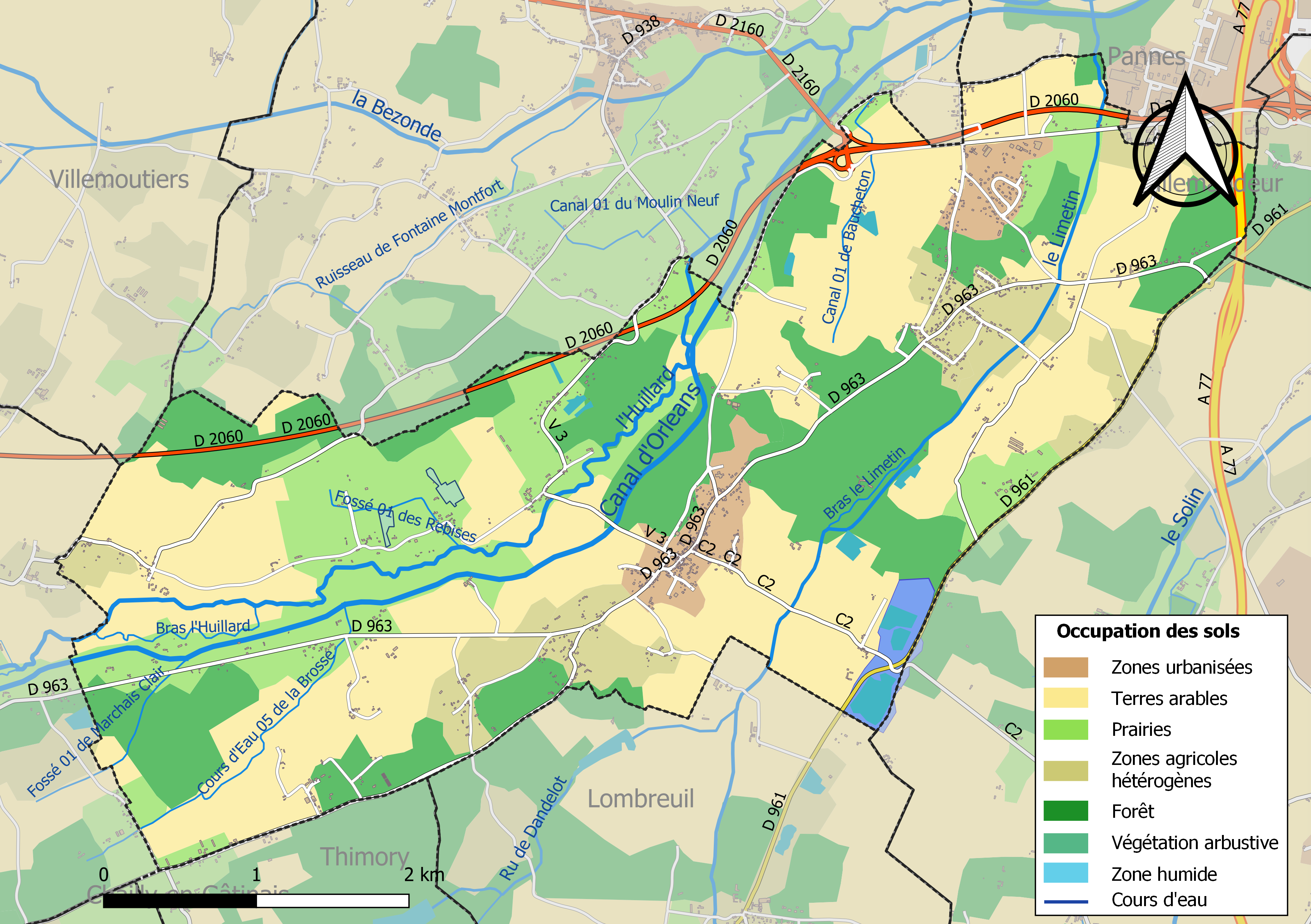
Kaart van de gemeente met de belangrijkste infrastructuur, bodemgebruik en omliggende gemeenten

## Demografie
Onderstaande figuur toont het verloop van het inwonertal (bron: INSEE-tellingen).